# De grote graszode
De grote graszode (Duits: Das große Rasenstück) is een aquarel van de Duitse kunstschilder Albrecht Dürer. Het is een van de bekendste stillevens uit de Duitse kunstgeschiedenis. Samen met zijn haas geldt het als een meesterstuk onder Dürers realistische natuurstudies.

## Beschrijving
De afbeelding toont een stuk hooiland met diverse grassen en kruiden. Het jaartal 1503 is nauwelijks leesbaar verstopt in de donkere partijen in de rechter benedenhoek. In tegenstelling tot de eerste indruk wordt hier geen natuurlijke grasplag getoond. Het standpunt ligt zeer laag. De afbeelding kan daarom niet op het hooiland zijn gemaakt. Mogelijk werden de grassen afzonderlijk bestudeerd en getekend. Het centrum van de afbeelding ligt niet in het midden. Van de lichtgekleurde bladeren rechts wordt de blik langs het midden naar de donkere partijen links geleid. Naar beneden loopt de afbeelding uit in een zompig aardrijk, dat met brede en donkere penseelstreken is neergezet. Als contrapost dienen de fijne graspluimen boven in de afbeelding.
Hoewel de studie slechts een natuuruitsnede toont, zijn de afzonderlijke grassen, alsook de paardenbloem en de weegbree, als volledige planten afgebeeld, van wortel tot top of bloem. Onder de afgebeelde planten bevinden zich Knäuelgras, weegbree, grote weegbree, ereprijs, duizendblad, madeliefje en paardenbloem.

## Samenhang met ander werk
De grote graszode en De iris (Kunsthalle Bremen) zijn de enige zuivere plantenstudies die met zekerheid door Dürer zijn gemaakt. Andere vroeger aan hem toegeschreven werken, zoals het violenboeket, zijn niet van zijn hand.
Mogelijk ontstond deze plantenstudie in samenhang met Maria met de vele dieren, waarop een groot aantal planten en dieren staat afgebeeld. De studie keert echter niet letterlijk in het schilderij terug.